# Dabergotz
Dabergotz es un municipio situado en el distrito de Prignitz Oriental-Ruppin, en el estado federado de Brandeburgo (Alemania), a una altitud de 40 metros. Su población a finales de 2016 era de unos 600 habs. y su densidad poblacional, 50 hab/km².